# Sparviero (hangarfartyg)
Sparviero (italienska: "Sparvhök") var ett italienskt hangarfartyg som konstruerades och byggdes under andra världskriget av Regia Marina. Hon var ursprungligen oceanångaren MS Augustus som byggdes 1927 för rederiet Navigazione Generale Italiana. Ombyggnaden påbörjades 1942 ursprungligen under namnet Falco men blev aldrig färdig och fartyget levererades aldrig till Regia Marina. Hon började skrotas 1946, en process som avslutades 1952.

## Historia

### MS Augustus
MS Augustus och hennes systerfartyg var en grupp av fartyg som kombinerade rollen som oceanångare och kryssningsfartyg som byggdes 1927 för Navigazione Generale Italiana. Hon sjösattes i december 1926 på Ansaldo varvet och döptes av Edda Mussolini (dotter till diktatorn Benito Mussolini). Fartyget överfördes senare till det nya rederiet "Italienska linjen" efter sammanslagningen av Navigazione Generale Italiana. När kriget började 1939 togs hon och hennes systerfartyg Roma ur bruk, innan de rekvirerades av den italienska flottan (Regia Marina).

### Sparviero

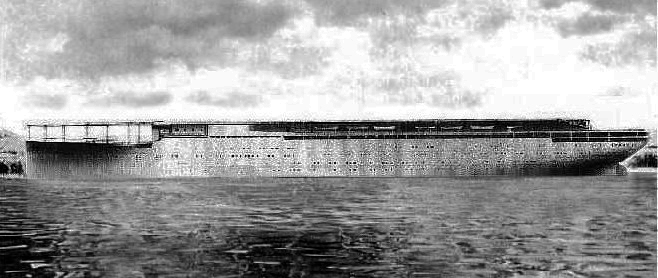
Sparviero tidigt under 1943.

År 1936 utarbetades ett projekt för att omvandla oceanångaren Augustus på 30 418 bruttoton till ett hjälpfartyg. Idén övergavs först men återupptogs 1942.
Augustus döptes först om till Falco 1939 och sedan till Sparviero 1940. Projektet återupptog det projekt som utarbetats av översten för mariningenjörerna Luigi Gagnotto och ombyggnadsarbetena inleddes i september 1942 på Ansaldos varv i Genua.
Överbyggnaden skulle avlägsnas. Hon skulle också ha utrustats med en hangar med två hissar och ett flygdäck som slutade 45 meter före fören. Huvudbestyckningen skulle ha varit placerad på sidorna av fördäcket i höjd med hangardäcket och i aktern, och det fanns ingen ö-struktur eftersom dieselmotorernas avgaser skulle ha släppts ut i sidled under flygdäckets nivå.
Hon skulle ha haft ett smalt flygdäck. Hennes flyggrupp skulle antingen bestå av endast 34 jaktplan eller 16 jaktplan och 9 torpedflygplan. Framdrivningssystemet skulle förbli oförändrat, vilket skulle ge en beräknad hastighet på under 20 knop.
Sparviero skulle ha en bestyckning med sex 15,2 cm kanoner och fyra 10,2 cm kanoner samt flera luftvärnskanoner.

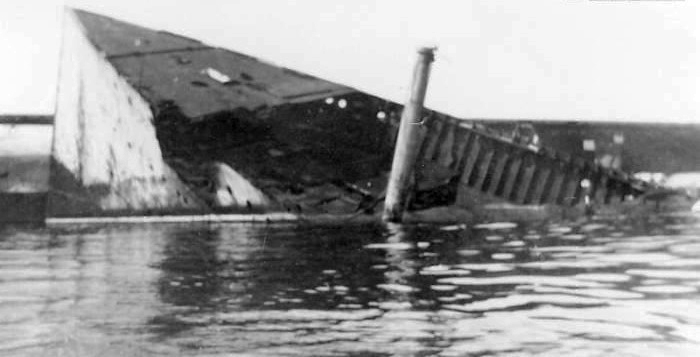
Sparviero halvsänkt i Genuas hamn.

Ombyggnaden påbörjades i september 1942 och arbetet utfördes av Ansaldo varvet i Genua. Förutom att ta bort överbyggnaden gjordes inte mycket mer innan den italienska kapitulationen i september 1943. Skrovet togs av tyskarna och sänktes 5 oktober 1944 för att blockera tillträdet till Genuas hamn. Vraket bärgades efter kriget och skrotades slutligen 1951.
Liksom Sparviero skrotades det italienska hangarfartyget Aquila, en modifiering av Augustus systerfartyg SS Roma, innan ombyggnaden till hangarfartyg var klar.
Dessa två fartyg var de sista försöken att bygga hangarfartyg för den italienska flottan fram till 1981, då arbetet med Giuseppe Garibaldi påbörjades.